# Antepione rhombadaria
Antepione rhombadaria là một loài bướm đêm trong họ Geometridae.